# コーヒーとドーナツ

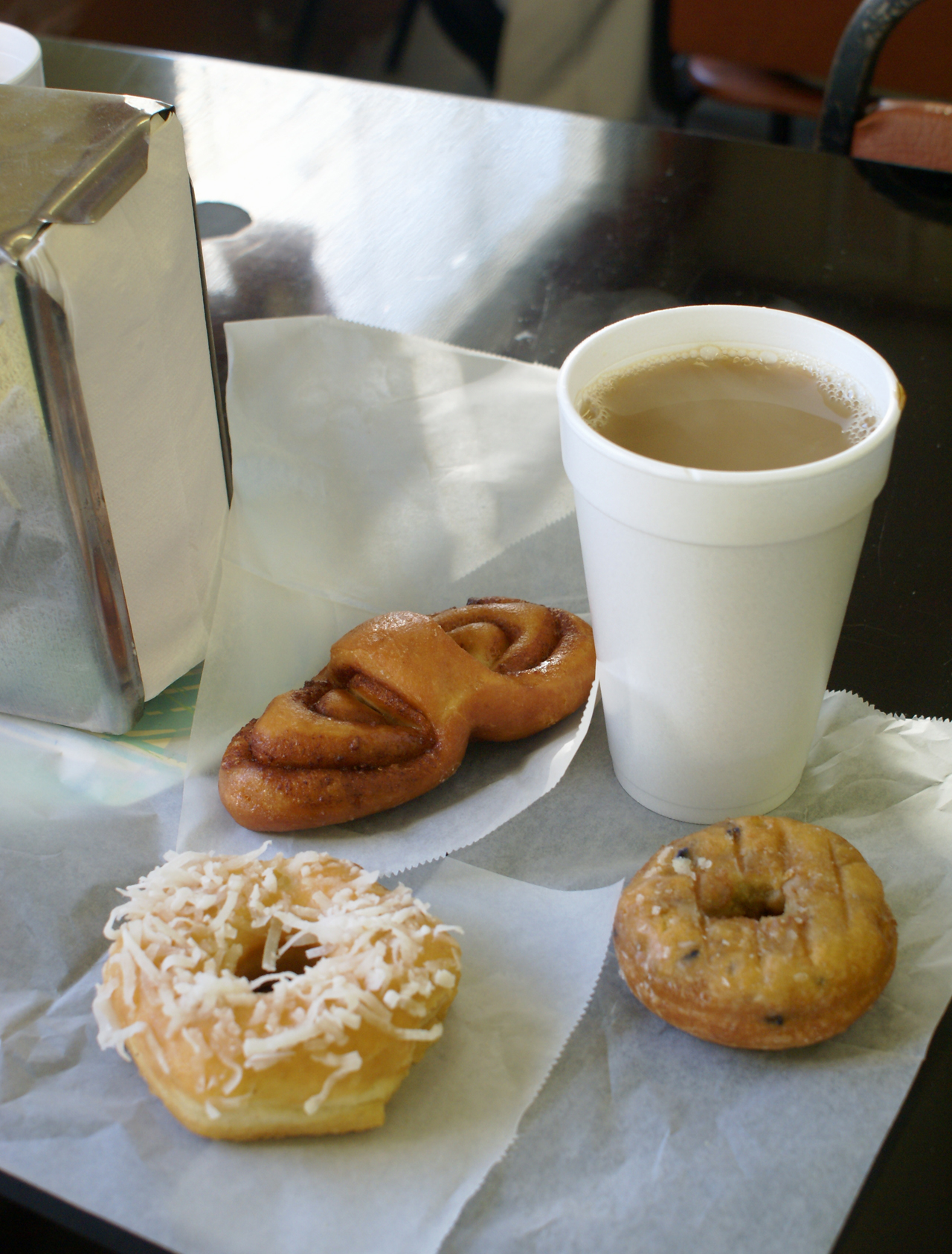
カフェのコーヒーとドーナツ

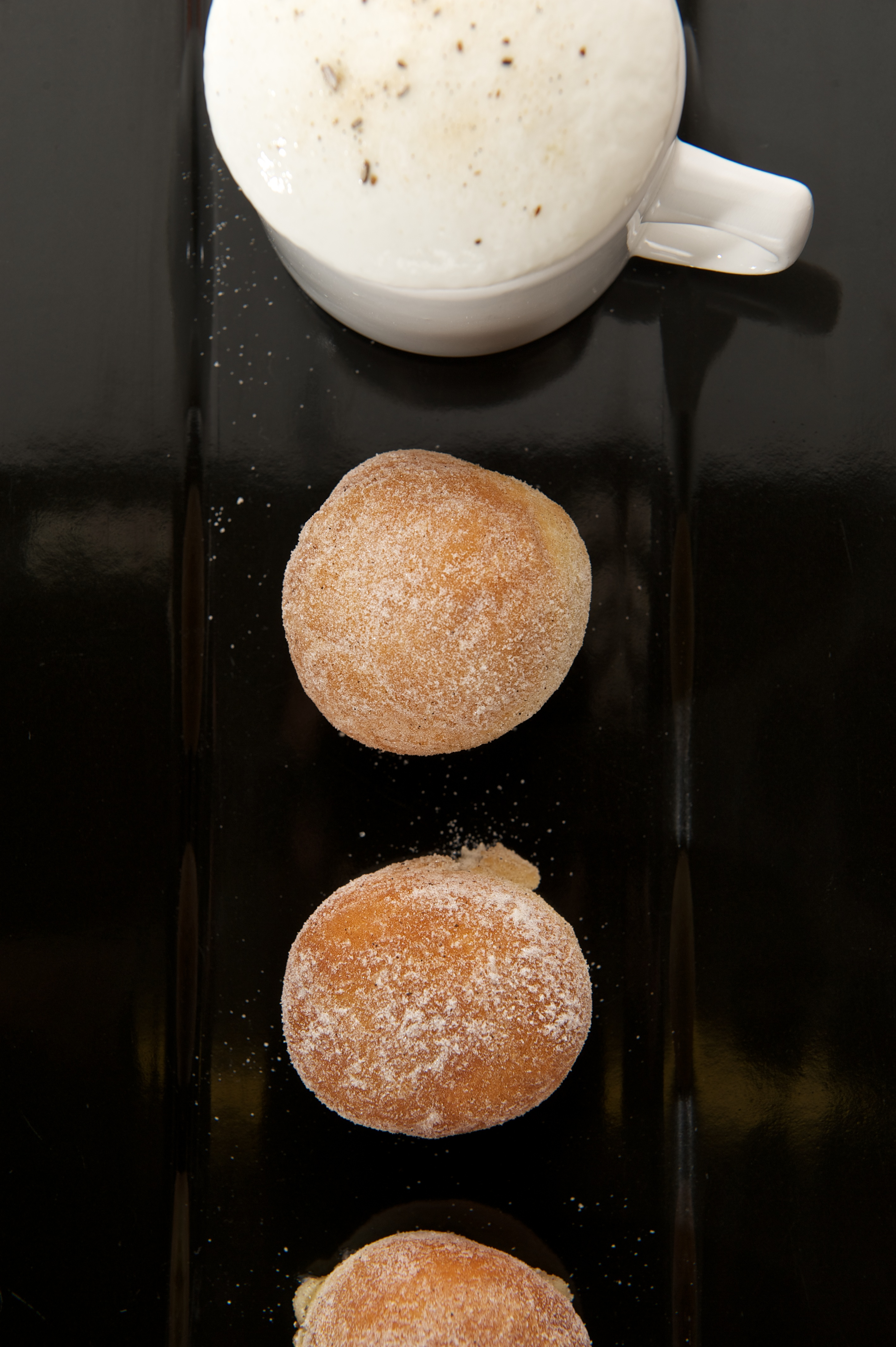
コーヒーとドーナツ

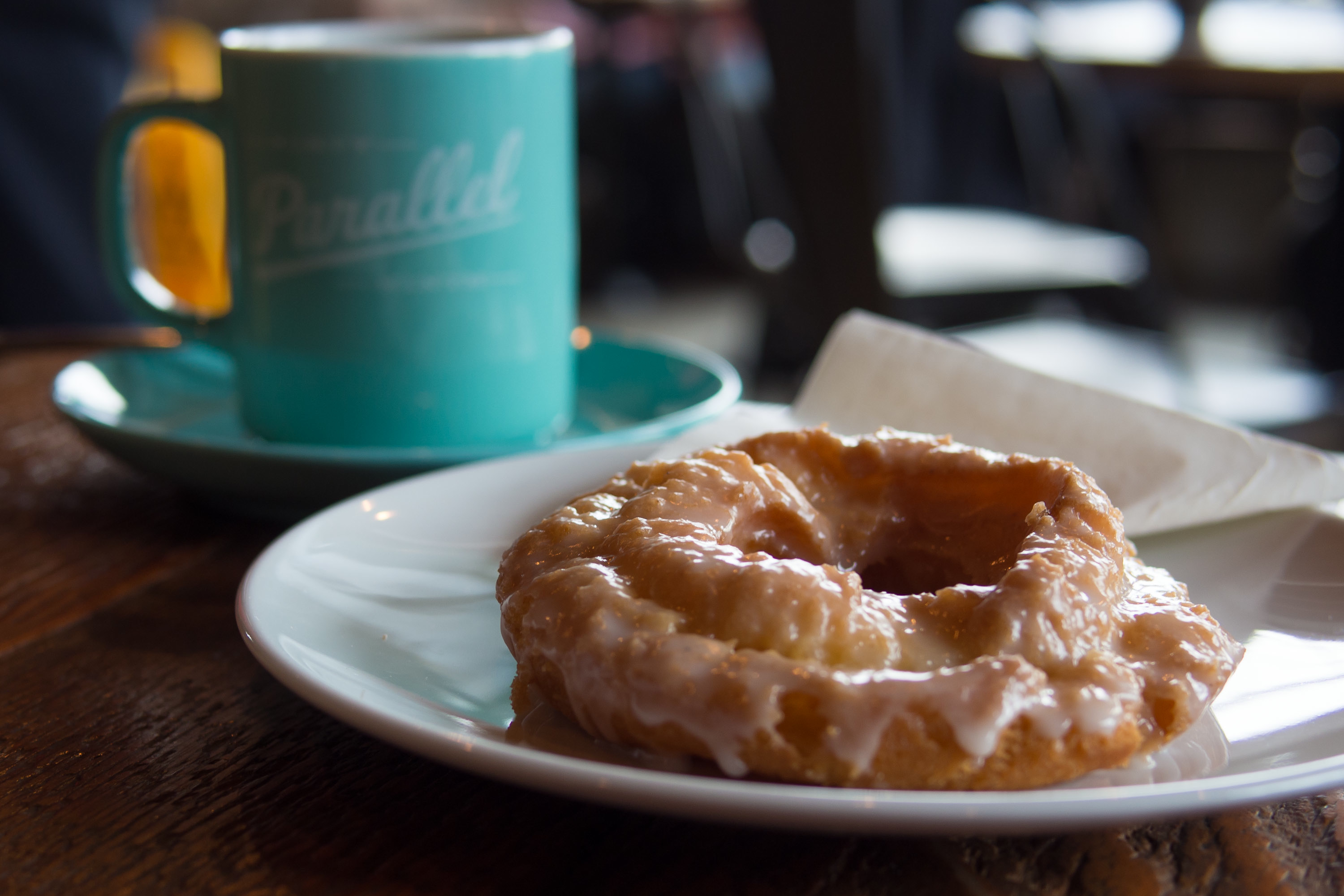
コーヒーとオールドファッションドーナツ

コーヒーとドーナツはアメリカ合衆国において一般的な食べ物と飲み物の組み合わせ（フードペアリング）である。多くの場合簡素な朝食で供されたり、ドーナツ屋で食される。軽食として提供され、食されることもある。コーヒーブレイクは時として午前若しくは午後の中頃に「コーヒーとドーナツ（若しくはロールパン）を食べるために」取られている。1989年にマーケティングリサーチ会社NPDグループのチーフアナリストのハリー・バルツァーは米国内の全朝食の41-42%にコーヒーが含まれており、全朝食の14.2%にドーナツが含まれていると述べている。
コーヒーとドーナツはしばしば、様々な機関、慈善団体、グループや会社のイベントや資金集めの集会の一環として提供されている。

## 会社
カリフォルニア州ロサンゼルスのBob's Coffee and Doughnutsのように幾つかの会社が「コーヒーとドーナツ」というフレーズを社号としている。 クリスピー・クリーム・ドーナツは国際コーヒーの日の祝賀行事でコーヒーとドーナツを無料で提供しており、他のドーナツ屋も祝賀行事で無料や特別価格で提供している。カナダの多国籍ファストカジュアル・レストランチェーンのティムホートンズはコーヒーとドーナツで有名である。
2015年9月、ドーナツ・コーヒーチェーンのダンキンドーナツ（現・ダンキン）は、2016年内にコーヒーとドーナツや他のメニューをデリバリーするサービスの計画を実行に移すと発表した。デリバリーサービスは注文にモバイルアプリを使用し、アプリケーションがアップデートされた時点でサービスを開始する。ニューヨーク・ポスト紙は、これにより、スターバックスとの競争が激化すると報じている。

## 特徴
コーヒーとドーナツを食べることによりカフェイン、グルコースやその他の物質、栄養素が補給される。スペインのバルセロナ大学で研究がなされ、「人間の精神薬理学」において、臨床実験の結果、カフェインとグルコースの組み合わせは集中力と記憶力を向上させることが発表された。

## 騒動
2013年3月、米国の納税者の血税が議員たちのコーヒーとドーナツ代にされていたと報じられた。コーヒーとドーナツは主にアルコホーリクス・アノニマスのような12ステップのプログラムのミーティングで出されていた。

## 言語
英語の俗語である"coffee-and"や"coffee-an"は20世紀からカップに入ったコーヒーとケーキやドーナツというような夕食やカフェでもっとも手頃に食べることができることを表す名詞として使われている  。形容詞としての"coffee-and"という用語は1930年代に、お金と連関させて「コーヒーとドーナツさえ買えば充分だ」というように使われ、20世紀には「安い、必要最小限の」「二流の、平凡な」ものと関連づけられるようになった。
20世紀の英俗語"coffee-and-doughnut gun"は「小型で比較的威力が弱い銃」という意味であり、1920年代には「二流の怖くもなんともない暴力団員」をも意味した。

## ギャラリー

早朝の核実験「キュー作戦」に備えて待機する職員のためのコーヒーとドーナツ（1955年5月5日）
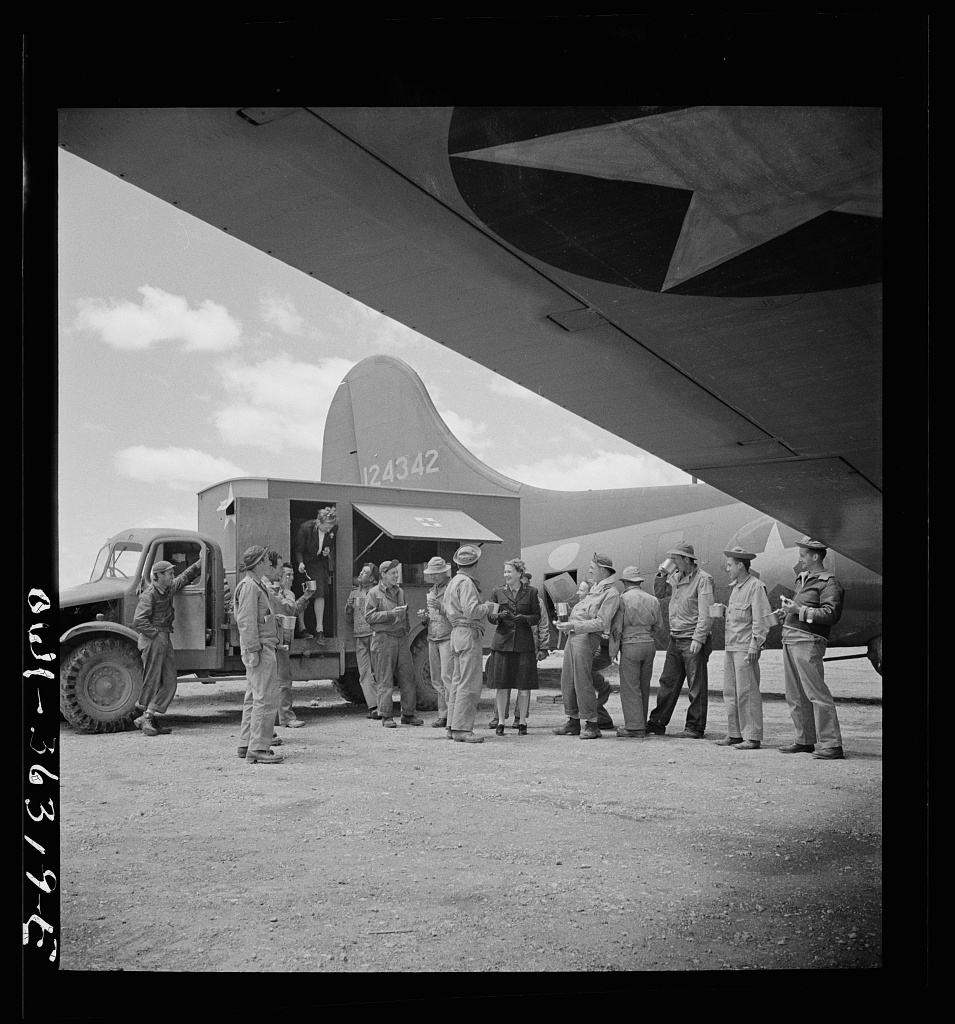
飛行場に帰還したB-17爆撃機の乗員たちにコーヒーとドーナツを提供する赤十字のキッチンカー（1943年頃）
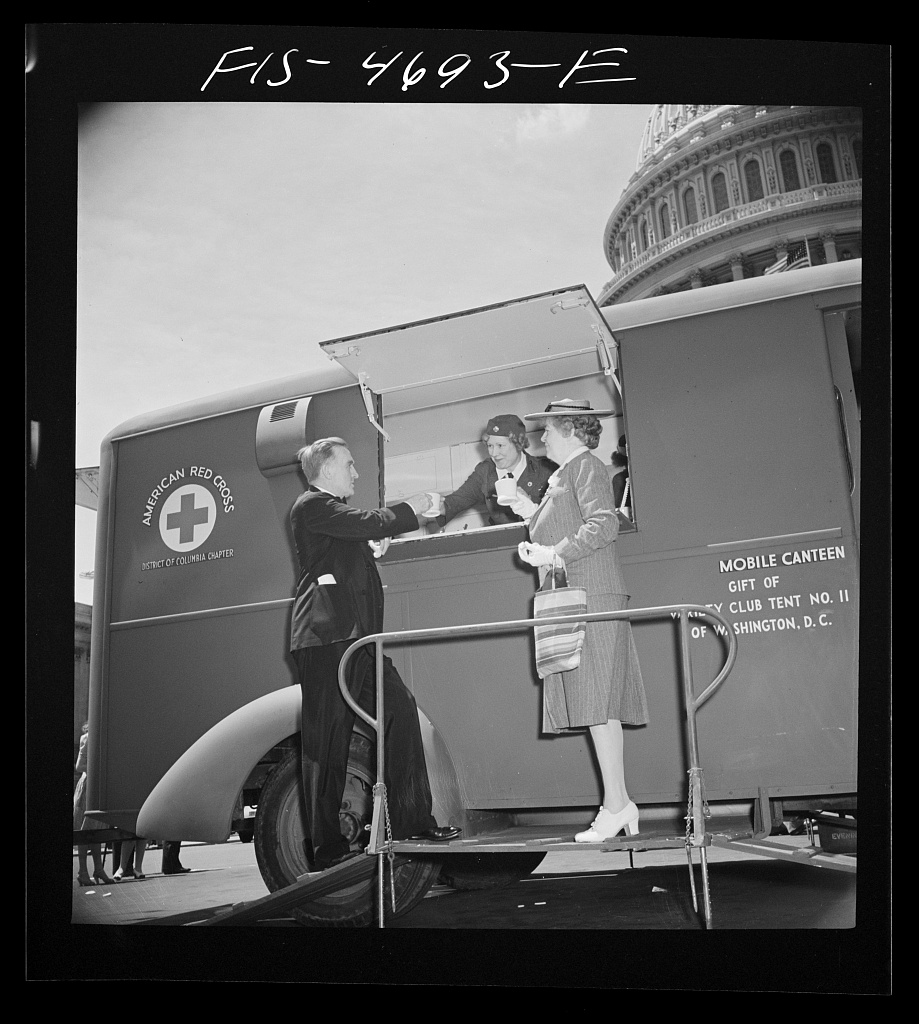
赤十字の移動食堂の一つの前でコーヒーとドーナツを受け取る下院議員（1942年7月）
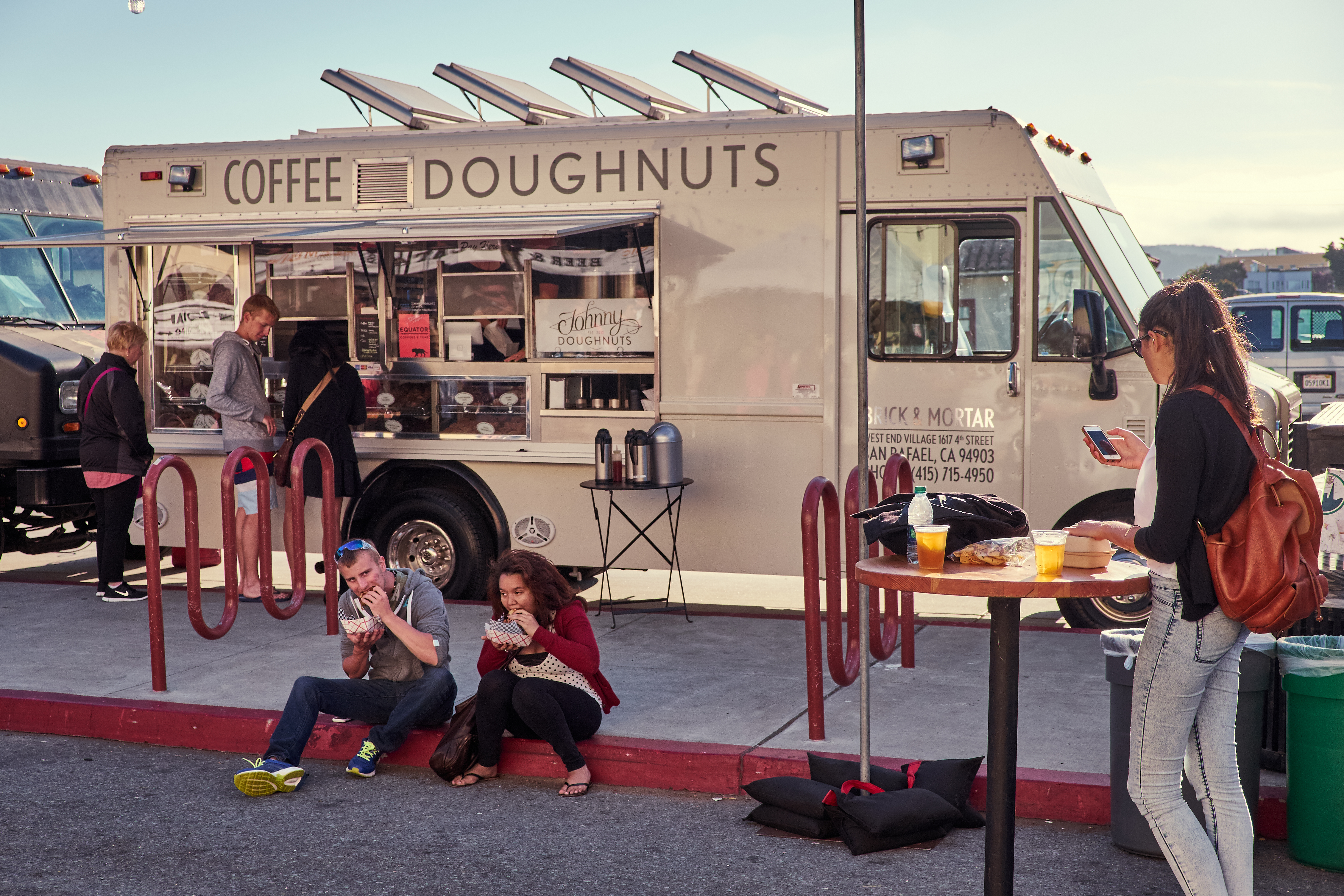
コーヒーとドーナツに特化したキッチンカー

## 脚註
1. 1 2  Black, Rosemary (2010年12月9日). “Coffee, donuts could make you smarter”. New York Daily News. 2015年10月30日閲覧。
2. ↑  Hall, Parker (2012年11月20日). “Daft Dunk”. Willamette Week. 2015年10月30日閲覧。
3. 1 2  “Best Coffee and Doughnuts in America”. Imbibe Magazine (2011年10月19日). 2015年10月30日閲覧。
4. ↑  Rucker, G.; Erickson, M.; Fortgang, L.; Fortgang, A.; Colicchio, T. (2013). Le Pigeon: Cooking at the Dirty Bird. Potter/TenSpeed/Harmony. p. 289. ISBN 978-1-60774-445-0
5. ↑  Teleky, L. (1944). Industrial Nutrition. Industrial commentaries. Industrial Commentaries. p. 45. "it is very unfortunate that so many workers take only coffee and doughnuts for breakfast (if they take breakfast at all!) ..."
6. ↑  Shelby County Historical Society (1992). Shelby County, Indiana History & Families. Shelby County, Indiana History & Families. Turner Publishing Company. p. 230. ISBN 978-1-56311-078-8
7. ↑  Palmatier, R.A. (2000). Food: A Dictionary of Literal and Nonliteral Terms. ABC-Clio ebook. Greenwood Press. p. 72. ISBN 978-0-313-31436-0
8. ↑  McMillan, Bo (2014年6月6日). “Disaster brewing for doughnuts—blame coffee prices”. CNBC. 2015年10月30日閲覧。
9. ↑  Scheen, Lexy (2015年4月29日). “Money raised from coffee and doughnuts helps Churchill Down community”. WLKY. 2015年10月30日閲覧。
10. ↑  Sentinel, Orlando (2015年4月30日). “Free coffee and doughnuts Friday at some SunRail stations”. Orlando Sentinel. 2015年10月30日閲覧。
11. ↑  Howe, Kaitlyn (2015年9月30日). “Volunteers serve free coffee, doughnuts to veterans at American Heroes Café in Wisconsin Rapids”. WJFW-TV. 2015年10月30日閲覧。
12. ↑  Hendry, Luke (2015年9月8日). “Coffee and doughnuts for a good cause”. Belleville Intelligencer. 2015年10月30日閲覧。
13. ↑  Tsai, Luke (2014年10月10日). “Coffee, Doughnuts, and Lifting Up the Young Women of Oakland  –  What the Fork”. East Bay Express. 2015年10月30日閲覧。
14. ↑  Elliott, F. (2015). Los Angeles Street Food: A History from Tamaleros to Taco Trucks. American Palate. History Press. p. 131. ISBN 978-1-62585-516-9
15. ↑  Harris, Jenn (2015年9月29日). “Where to get free coffee and doughnuts for National Coffee Day”. Los Angeles Times. 2015年10月30日閲覧。
16. ↑  Popken, Ben (2015年9月29日). “Free coffee – where to get it today on National Coffee Day”. NBC News. 2015年10月30日閲覧。
17. ↑  Hoffman, Liz (2014年8月25日). “Burger King in Talks to Buy Tim Hortons in Canada Tax Deal”. Wall Street Journal. 2015年10月30日閲覧。
18. 1 2  Houck, Brenna (2015年9月22日). “Dunkin’ Donuts Is Officially Launching Home Delivery Across America”. Eater. 2015年10月30日閲覧。
19. 1 2  Friedman, Megan (2015年9月21日). “Dunkin' Donuts Could Start Delivering Your Morning Coffee Very Soon”. Delish. 2015年10月30日閲覧。
20. ↑  “Coffee and doughnuts on your doorstep: Dunkin' mulls delivery”. New York Post (2015年6月9日). 2015年10月30日閲覧。
21. ↑  Chumley, Cheryl K. (2014年10月10日). “Taxpayers shell out thousands for lawmakers’ coffee, doughnuts”. Washington Times. 2015年10月30日閲覧。
22. ↑  Appleton, Nancy (1 February 1988). Lick the Sugar Habit. Penguin Publishing Group. p. 113. ISBN 978-1-101-66247-2
23. 1 2 3  Green, J. (2005). Cassell's Dictionary of Slang. Weidenfeld & Nicholson. p. 311. ISBN 978-0-304-36636-1